# Урядовий уповноважений з прав осіб з інвалідністю
Урядовий уповноважений з прав осіб з інвалідністю є уповноваженою Кабінетом Міністрів України посадовою особою, на яку покладено організацію здійснення Кабінетом Міністрів України своїх повноважень з питань захисту прав і законних інтересів осіб з інвалідністю та виконання Україною міжнародних зобов'язань у відповідній сфері.

## Історія
З 1 грудня 2014 року в Україні існує посада Уповноваженого Президента України з прав людей з інвалідністю. Ним був і залишається станом на липень 2019 Валерій Сушкевич.
При Кабінеті Міністрів України існувала Рада у справах інвалідів, яка 14 вересня 2016 року була замінена Радою у справах осіб з інвалідністю, до якої входив Уповноважений Президента України з прав людей з інвалідністю, працівники урядових структур, інші чиновники.
Положення про Урядового уповноваженого з прав осіб з інвалідністю затверджене Постановою КМУ 21 лютого 2017 року. Першою особою на цій посаді стала вінницька правозахисниця Раїса Панасюк, що померла 17 вересня 2018 року.
Посада Урядового уповноваженого з прав осіб з інвалідністю була заново введена в Секретаріаті Кабінету Міністрів України з утворенням його апарату 24 липня 2019 року.

## Законодавчий статус
Згідно з Положенням, Урядовий уповноважений призначається на посаду та звільняється з посади Кабінетом Міністрів України за поданням Прем'єр-міністра України. Урядовим уповноваженим може бути особа, яка є громадянином України, має вищу освіту та досвід роботи у сфері захисту прав і законних інтересів осіб з інвалідністю.
Основними його завданнями є:
- сприяння виконанню Україною міжнародних зобов'язань щодо додержання в Україні прав і законних інтересів осіб з інвалідністю;
- моніторинг додержання прав і законних інтересів осіб з інвалідністю та підготовка в установленому порядку пропозицій щодо забезпечення додержання прав і законних інтересів осіб з інвалідністю;
- вжиття у межах своїх повноважень заходів щодо усунення порушень прав і законних інтересів осіб з інвалідністю та причин, що призвели до їх виникнення;
- сприяння забезпеченню інформування громадськості про права осіб з інвалідністю.

Урядовий уповноважений має своїх представників у держадміністраціях вищого рівня.